# Johnny Weissmüller
Johnny Weissmüller, rodné jméno Peter Johann Weissmüller, pokřtěný János Weißmüller (2. června 1904, Temešvár, Rakousko-Uhersko – 20. ledna 1984, Acapulco, Mexico) byl americký plavec a filmový herec, představitel role Tarzana.
Původem byl Banátský Němec, narodil se roku 1904 v obci Freidorf, která je dnes součástí Temešváru. Když mu byl jeden rok, rodina se přestěhovala do Spojených států amerických. Jeho otec pracoval jako horník ve městě Windber (Pensylvánie), později žila rodina v Chicagu. V dětství prodělal obrnu, lékař mu nařídil jako terapii plavání. Jako student si přivydělával jako plavčík, jeho talentu si povšiml trenér William Bachrach a přivedl ho k závodnímu plavání. V roce 1921 se stal mistrem USA na tratích 50 a 220 yardů, v roce 1922 překonal světový rekord na 100 metrů. Aby získal americké občanství a mohl reprezentovat na Spojené státy americké na olympijských hrách, předložil rodný list svého mladšího bratra, který se narodil již v USA. V Paříži získal tři zlaté medaile a ještě jednu bronzovou, jako člen mužstva vodních pólistů. Na dalších hrách v Amsterodamu přidal do sbírky další dvě zlaté medaile. Údajně nebyl ve své závodní kariéře ani jednou poražen, stal se 52× mistrem Spojených států a vytvořil 67 světových rekordů.
Po skončení plavecké kariéry začal předvádět plavky pro firmu BVD. Na filmovém plátně se poprvé představil roku 1929 jako statista v muzikálu Glorifying the American Girl. V roce 1932 ho W. S. Van Dyke obsadil do hlavní role filmu Tarzan, syn divočiny podle předlohy E. R. Burroughse. Po světovém úspěchu filmu natočil do roku 1948 ještě jedenáct pokračování. Na postavu Tarzana navázal další sérií o Jungle Jimovi, ale ta už tolik diváků nezískala. Na Světové výstavě v New Yorku vystupoval ve vodní show spolu s Esther Williamsovou. V polovině padesátých let filmovou kariéru ukončil, pokoušel se nepříliš úspěšně podnikat v prodeji zahradních bazénů. Od roku 1965 byl předsedou Mezinárodní plavecké síně slávy ve Fort Lauderdale. V roce 1976 hrál sám sebe v nostalgické komedii Won Ton Ton, pes, který zachránil Hollywood.
Byl pětkrát ženatý, se třetí manželkou Beryl Scottovou měl tři děti. Je jednou z osobností vyobrazených na obalu desky Sgt. Pepper's Lonely Hearts Club Band.